# Йонас Дьюпвік Левлі
Йонас Дьюпвік Левлі, Льовлі (норв. Jonas Djupvik Løvlie; 14 жовтня 1990, м. Осло, Норвегія) — норвезький хокеїст, лівий/центральний нападник. Виступає за ХК «Седертельє» в Алльсвенскан.
Вихованець хокейної школи «Маглеруд Стар». Виступав за «Маглеруд Стар», «Спарта» (Сарпсборг).
У складі національної збірної Норвегії учасник чемпіонатів світу 2014 і 2015 (8 матчів, 0+0). У складі молодіжної збірної Норвегії учасник чемпіонатів світу 2009 (дивізіон I) і 2010 (дивізіон I). У складі юніорської збірної Норвегії учасник чемпіонатів світу 2007 (дивізіон I) і 2008 (дивізіон I).
Досягнення
- Чемпіон Норвегії (2011)